# 万宾来
万宾来（Bishop Charles (Karl) Weber, S.V.D. 1886年6月28日—1970年8月7日），天主教沂州教区主教（1937年12月2日-1970年8月7日），德国圣言会会士。
1886年6月28日，万宾来出生在德国Mittelbexbach。1907年（20岁）入圣言会。1910年9月29日，24岁晋升神甫。赴中國传教。1937年12月2日（51岁）由教廷任命为天主教沂州府代牧区首任宗座代牧，领Daldis 主教衔 。1938年10月16日，由青岛維昌祿主教、兖州舒德祿主教、曹州何方济主教祝圣 。1946年4月11日，罗马教廷建立中国圣统制，万宾来任沂州教区主教。
万宾来在1953年回国。1970年8月7日（一说11月15日），万宾来主教去世，年84岁。